# Pusztai-sagen
Árpád Pusztai har givet navn til Pusztai-sagen om afskedigelsen af en videnskabsmand som whistleblower og 
om genetisk modificerede fødemidler. I 1988 erklærede Pusztai offentligt at hans forskning af lectiner viste, at det skader rotters immunsystem og mavevæg at fodre dem med genmodificerede kartofler. Disse udtalelser førte til at Pusztai blev afskediget.  

## Sagens baggrund
På grund af lectinernes biologiske aktivitet som pesticider, er fødemidler blevet genetisk modificeret med lectin-gener. Således indeholder vintergækker et aktivt lectin eller agglutinin benævnt GNA (for Galanthus nivalis agglutinin).  Der er bl.a. blevet udført forsøg med GNA-genet overført til kartofler. 

## Udtalelserne på TV
I et interview på britisk TV (World in Action), sagde Pusztai, at hans forskningsgruppe havde observeret skader på tarmsystemet og immunsystemet på rotter fodret med de genetisk modificerede kartofler. Bl.a. sagde han:  "If I had the choice I would certainly not eat it", og  "I find it's very unfair to use our fellow citizens as guinea pigs". Disse bemærkninger startede en vedvarende debat om gensplejsede fødemidler.